# Покемон: Фільм 2000
Покемон Фільм 2000: Сила Обраного (англ. Pokémon The Movie 2000: The Power of One) — японський анімаційний фільм 1999 року режисера Куніхіко Юяма, другий повнометражний фільм серії «Покемон», що доповнює сагу Помаранчевих Островів, і в якому з'являються кілька нових покемонів, у тому числі Лугіа й Слоукінг. Це єдиний фільм на сьогодні, що не включає одного з головних персонажів аніме, Брока, який тимчасово залишив країну під час сезону, на якому заснований фільм. Однак, він має епізодичну роль, коли намагається захистити покемона в лабораторії професора Айві.
«Покемон: Сила одного» складається з двох частин: художньої презентації і 20-хвилинного короткометражного вступу. Дія фільму відбувається під час саги Помаранчевих Островів, де Еш, Місті і Трейсі відвідують острова Шамуті. Перебуваючи там, вони виявляють трьох легендарних покемонів — Молтреса, Запдоса і Артікуно. Коли колекціонер на ім'я «Лоуренс III» спробував вкрасти легендарну трійцю й підкорити її своїй волі, Лугіа вирішив зупинити його, і, таким чином, Еш Кетчум, Лоуренс III і Лугіа поставили на карту долю світу.
Фільм вийшов в японських кінотеатрах 17 липня 1999 року. Англійська версія виробництва 4Kids була поширена студією Warner Brosers. «Покемон: Сила одного» зібрав менше у касових зборах, ніж його попередник, Покемон: Фільм перший, проте виграв у зростанні популярності і його краще сприйняла критика. Кошторис — $30 млн, касові збори — майже $134 млн.

## Зауваження
1. ↑  Відомий в Японії як «Кишенькові Монстри. Фільм: Одкровення Лугіа» (яп. 劇場版ポケットモンスター 幻のポケモン ルギア爆誕, Gekijōban Poketto Monsutā Maboroshi no Pokemon Rugia Bakutan)